# Sirva-Se
Sirva-se foi a primeira rede de supermercados do Brasil, fundada em 1953 por Mário Wallace Simonsen. Tinha 2 lojas[carece de fontes?] quando foi vendida e incorporada pelo Grupo Pão de Açúcar.